# Nycticorax mauritianus
Espèce
Statut de conservation UICN

 EX  : Éteint
Nycticorax mauritianus est une espèce d'oiseaux de la famille des ardéidés aujourd'hui disparue et autrefois endémique de l'île Maurice, dans l'océan Indien.
Son existence n'est avérée que par un certain nombre d'os et par les récits de François Leguat.

## Informations complémentaires
- Faune endémique de l'île Maurice
- Liste des espèces d'oiseaux disparues